# Heliòpolis

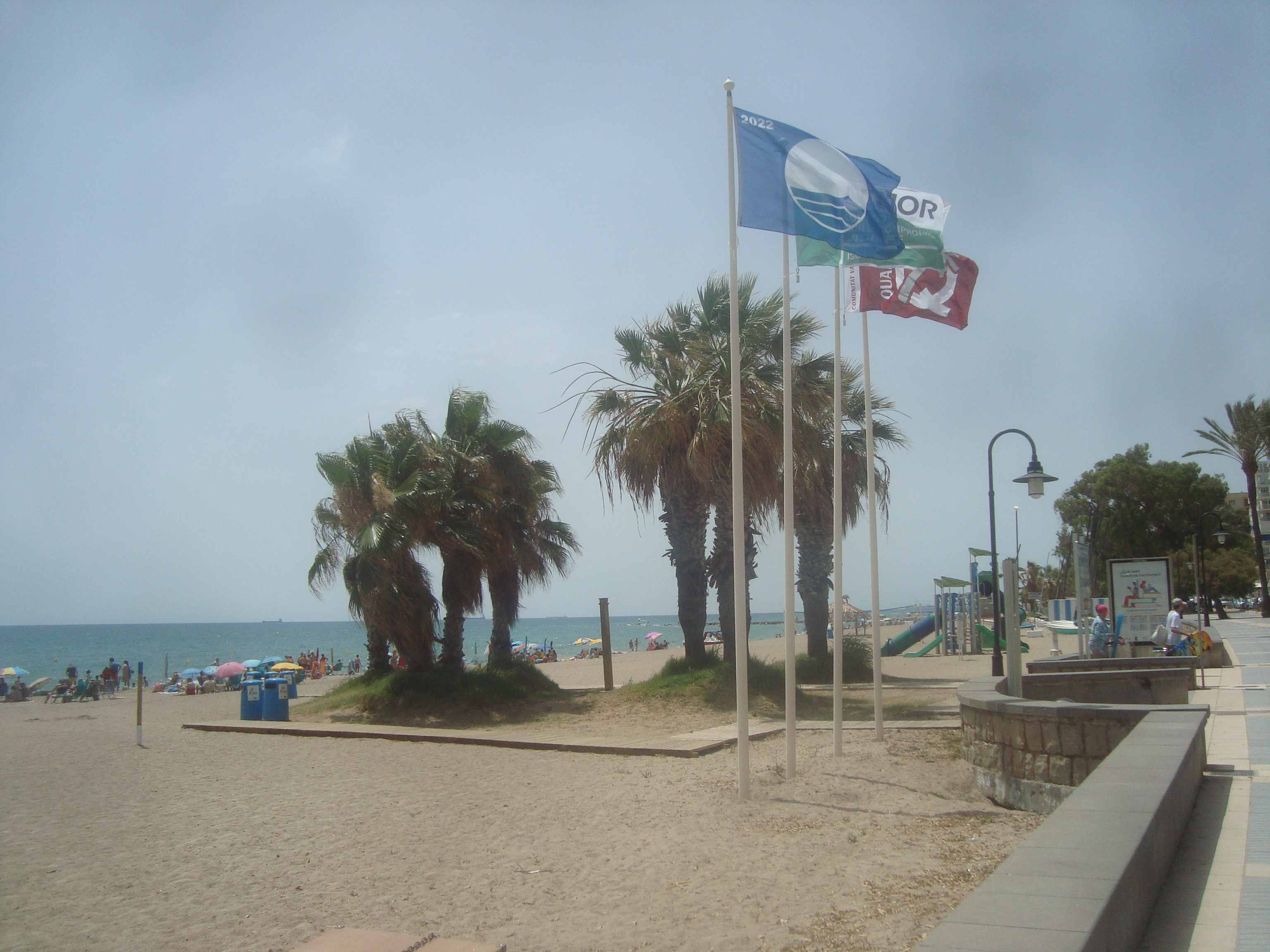
Platja d'Heliòpolis de Benicàssim.

Heliòpolis är en strand i Spanien.   Den ligger i provinsen Província de Castelló och regionen Valencia, i den östra delen av landet, 300 km öster om huvudstaden Madrid.

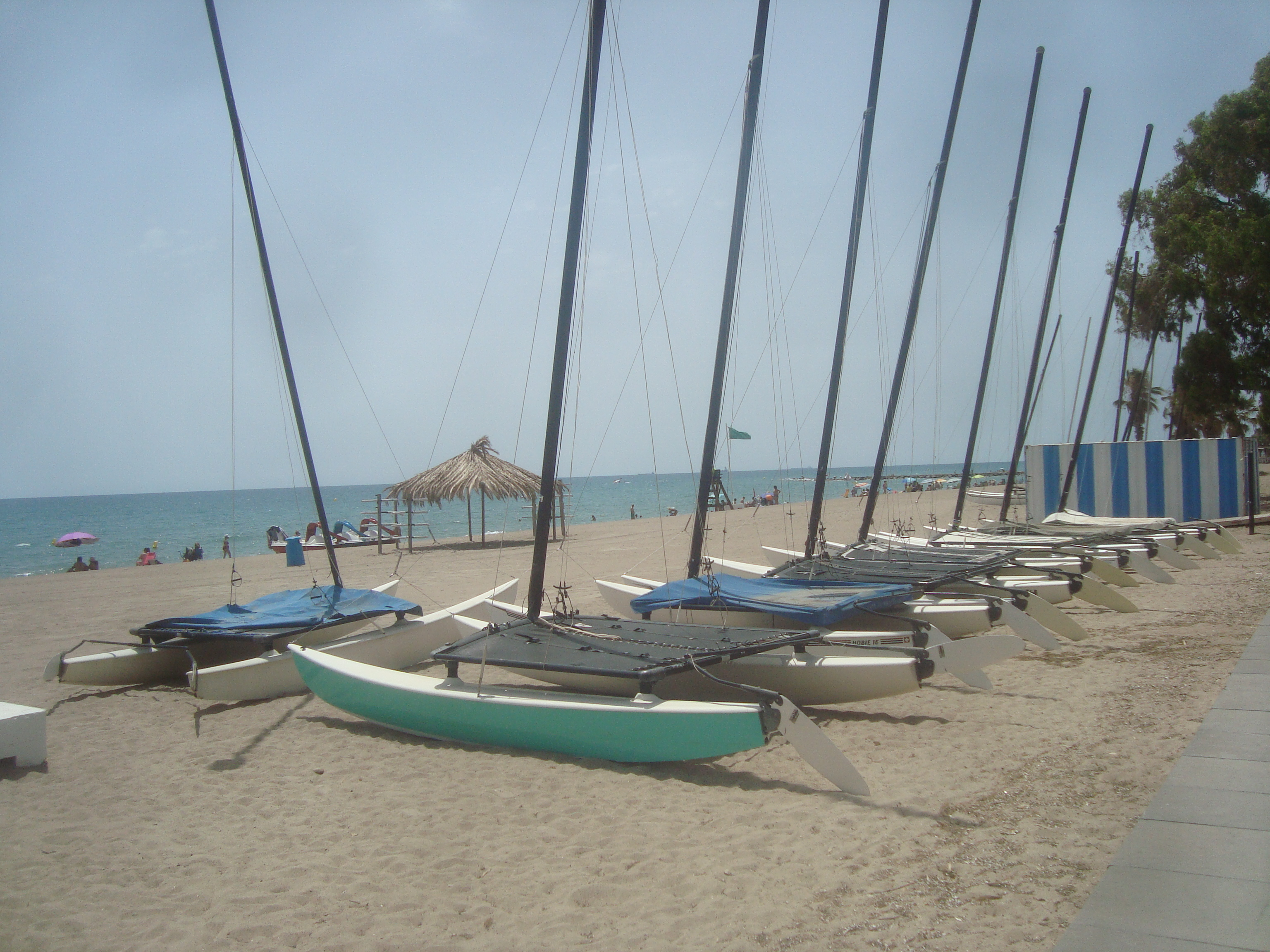
Platja d'Heliòpolis de Benicàssim (Castellón).

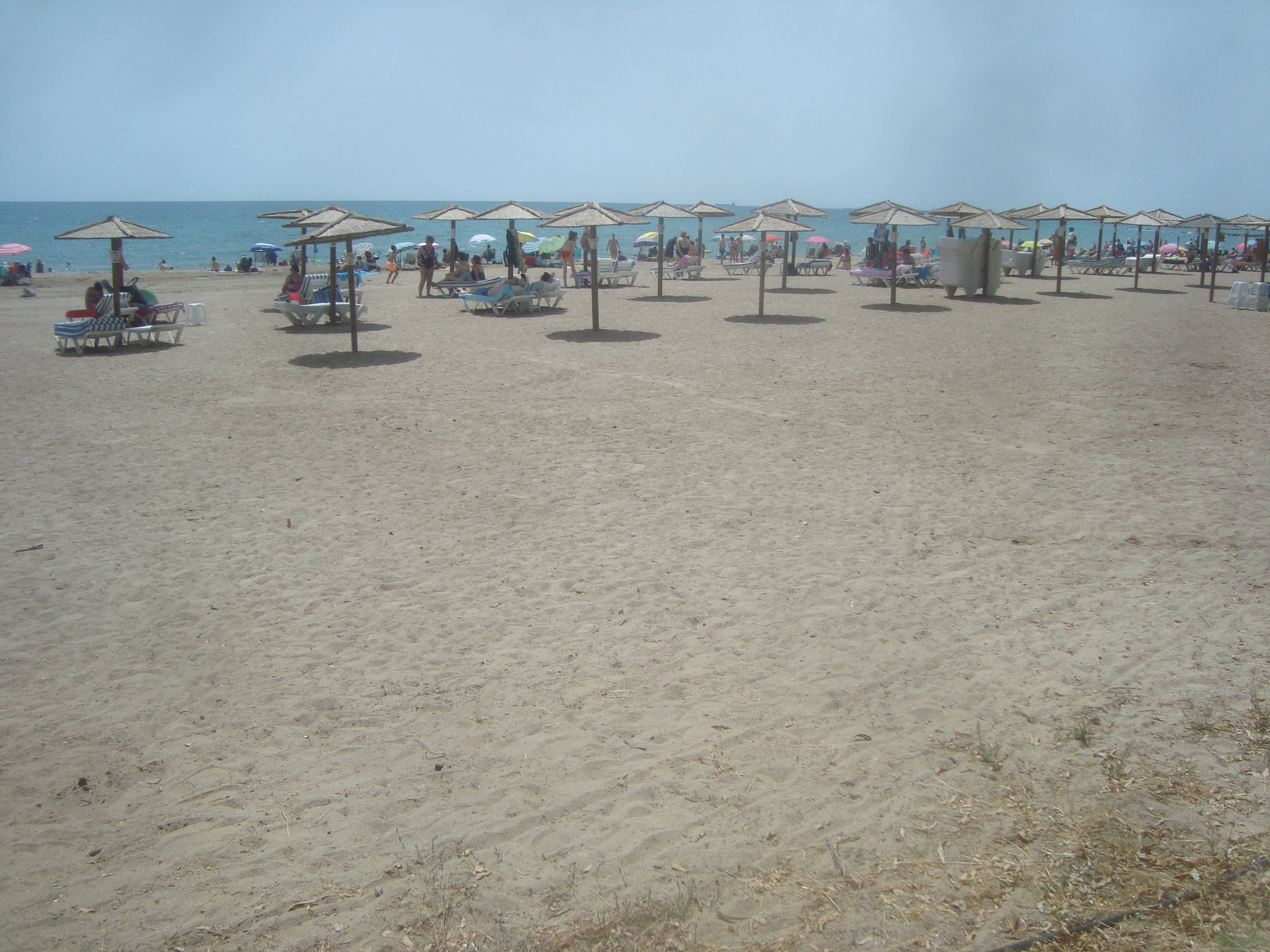
Platja d'Heliòpolis de Benicàssim.